# Alysia Rissling
Alysia Rissling (Edmonton, 16 novembre 1988) è una bobbista canadese.

## Biografia
Prima di dedicarsi al bob, Alysia Rissling ha praticato la pallacanestro per cinque anni presso l'Università dell'Alberta. Compete nel bob dal 2012 inizialmente come frenatrice per la squadra nazionale canadese, debuttando in Coppa Nordamericana a novembre 2012; passò al ruolo di pilota nel novembre del 2013 e conquistò la Coppa Nordamericana nel 2014-15.
Esordì in Coppa del Mondo all'avvio della stagione 2014-15, il 20 dicembre 2014 a Calgary dove si classificò all'undicesimo posto nel bob a due e centrò il suo primo podio il 18 marzo 2017 a Pyeongchang (3ª nel bob a due); detiene quale miglior piazzamento in classifica generale il sesto posto colto al termine della stagione 2017-18. Nel circuito delle World Series di monobob femminile concluse la stagione 2020/21 al trentottesimo posto in classifica generale, mentre ottenne la prima vittoria nella gara inaugurale della stagione successiva, imponendosi il 7 novembre 2021 a Whistler.
Ha partecipato ai Giochi olimpici invernali di Pyeongchang 2018, piazzandosi al sesto posto nel bob a due in coppia con Heather Moyse.
Ha inoltre preso parte a quattro edizioni dei campionati mondiali; nel dettaglio i suoi risultati nelle rassegne iridate sono stati, nel bob a due: tredicesima a Innsbruck 2016, ottava a Schönau am Königssee 2017 undicesima a Whistler 2019 e dodicesima ad Altenberg 2021; nella gara a squadre: ottava a Innsbruck 2016, ottava a Schönau am Königssee 2017 e settima a Whistler 2019.

## Palmarès

### Coppa del Mondo
Miglior piazzamento in classifica generale nel bob a due: 6ª nel 2017/18.
- 1 podio (nel bob a due):
  - 1 terzo posto.

### World Series di monobob femminile
- Miglior piazzamento in classifica generale: 36ª nel 2020/21.
- 8 podi:
  - 8 vittorie.

#### World Series di monobob femminile - vittorie
| Data             | Luogo       | Paese       |
| ---------------- | ----------- | ----------- |
| 7 novembre 2021  | Whistler    | Canada      |
| 8 novembre 2021  | Whistler    | Canada      |
| 9 novembre 2021  | Whistler    | Canada      |
| 23 novembre 2021 | Park City   | Stati Uniti |
| 24 novembre 2021 | Park City   | Stati Uniti |
| 14 dicembre 2021 | Lake Placid | Stati Uniti |
| 15 dicembre 2021 | Lake Placid | Stati Uniti |
| 16 dicembre 2021 | Lake Placid | Stati Uniti |

### Circuiti minori

#### Coppa Europa
- Miglior piazzamento in classifica generale nel bob a due: 38ª nel 2020/21;
- 3 podi (tutti nel bob a due):
  - 1 vittoria;
  - 2 terzi posti.

#### Coppa Nordamericana
- Vincitrice della classifica generale nel bob a due nel 2014/15;
- 22 podi (tutti nel bob a due):
  - 10 vittorie;
  - 6 secondi posti;
  - 6 terzi posti.

### Campionati canadesi
- 2 medaglie:
  - 1 argento (bob a due a Calgary 2017[1]);
  - 1 bronzo (bob a due a Calgary 2015[2]).